# Saint-Maxire

Saint-Maxire este o comună în departamentul Deux-Sèvres, Franța. În 2009 avea o populație de 1,131 de locuitori.